# Nowe Pole (Elbląg)
Nowe Pole – jedna z południowych dzielnic Elbląga.

## Położenie
Nowe Pole leży w południowej części miasta. Jest to obszar, na którym znajduje się lotnisko należące do Aeroklubu Elbląskiego oraz osiedle mieszkaniowe Dąbki. Graniczy bezpośrednio z takimi dzielnicami jak Zatorze od zachodu oraz Warszawskie Przedmieście od północy. Jej południową granicę wyznacza droga ekspresowa S7.

## Wykaz ulic dzielnicy
- Akacjowa
- Dębowa
- Wierzbowa
- Klonowa
- Kasztanowa

## Komunikacja
Do Nowego Pola można dojechać autobusami linii numer 13 i 15.